# Lajos Haynald
Lajos Haynald (Szécsény, 3 ottobre 1816 – Kalocsa, 4 luglio 1891) è stato un cardinale e arcivescovo cattolico ungherese.

## Biografia
Nacque a Szécsény il 3 ottobre 1816.
Papa Leone XIII lo elevò al rango di cardinale nel concistoro del 12 maggio 1879.
Morì il 4 luglio 1891 all'età di 74 anni.

## Genealogia episcopale e successione apostolica
La genealogia episcopale è:
- Cardinale Scipione Rebiba
- Cardinale Giulio Antonio Santori
- Cardinale Girolamo Bernerio, O.P.
- Arcivescovo Galeazzo Sanvitale
- Cardinale Ludovico Ludovisi
- Cardinale Luigi Caetani
- Cardinale Ulderico Carpegna
- Cardinale Paluzzo Paluzzi Altieri degli Albertoni
- Cardinale Flavio Chigi
- Papa Clemente XII
- Cardinale Giovanni Antonio Guadagni, O.C.D.
- Cardinale Cristoforo Bartolomeo Antonio Migazzi
- Cardinale József Batthyány
- Arcivescovo Ferenc Fuchs
- Arcivescovo István Fischer de Nagy
- Vescovo József Vurum
- Vescovo František Lajčák, O.F.M.Cap.
- Cardinale Ján Krstiteľ Scitovský
- Cardinale Lajos Haynald

La successione apostolica è:
- Vescovo József György Németh (1874)
- Vescovo Mihály Kubinszky (1876)
- Vescovo Konštantín Schuster (1877)
- Vescovo Ferenc Lönhart (1881)
- Vescovo Ferenc Lichtensteiger (1881)
- Vescovo Janos Majorosy (1885)